# 仰天パニックシアター
『仰天パニックシアター』（ぎょうてんパニックシアター）は、テレビ東京系列にて不定期にて放送されていた特別番組（ワイドショードキュメンタリー教養番組）である。第5回以降の基本的な正式名称は『大木&しょこたんがドッキドキ!!仰天パニックシアターまさかの瞬間ビビる○連発!!』（○には数字が入る）であり回によっては微妙に異なる。因みにこのタイトルロゴはOPでしか表示されない。
この番組は、世界各国から決定的瞬間映像を見て、ドキドキすると分泌されるホルモン・アドレナリンの出方を番組独自の方法で計測し、どれだけビビるかを競う番組である(雑談中にビビっても例外ではない。)。番組の最後にビビり度がMAXだった出演者には罰ゲームが課せられる。以前は複数のコップの中のひとつが激苦の飲み物だったりしたが、最近の傾向としては素材が仰天の罰ゲーム料理を食べさせられることが主流となっている。また今までは毎回ごとに単発の料理人が一回限りの罰ゲーム料理を担当していたが、2013年より春日部市のレストランオーナーであるハンターシェフ（下村政治）が不定期に登場し、仰天素材を利用した見た目も豪華な罰ゲーム料理を担当するようになったが、後に罰ゲームは廃止された。
奇跡の衝撃映像SPという副題がついているテレビ情報サイトもあり表記はまちまちであった。

## 番組概要
2009年6月23日に「火曜エンタテイメント!」枠で『大木&青木がドッキドキ!!仰天パニックシアターまさかの瞬間ビビる77連発!!』を放送。以後、放送枠を「火曜エンタテイメント!」→「月曜プレミア!」と移動しながらも放送を継続していた。
2011年に起こった東日本大震災の影響により、同年4月11日放送（第9回）は『爆笑Pシアター』に改題された。またこの時は、世界各国の映像を紹介するというコンセプトは不変であったものの、オモシロ映像に重点を置きどれだけビビるかは競わなかった。2011年5月16日放送（第10回）にはタイトルが『仰天Pシアター』となり、第8回までと同様ドキドキすると分泌されるホルモン・アドレナリンの出方を番組独自の方法で計測し、どれだけビビるかを再び競うようになった。なお第9回と第10回でも『この後ピー（隠される）なことに』という表現が一時的に使用された。
2011年7月4日放送（第11回）より再び『仰天パニックシアター』というロゴや、タイトルコールが使われ番組タイトルも『仰天パニックシアター』に復帰。しかしテレビ欄は『仰天Pシアター』のままであったが同年8月22日放送分からこちらも復帰している。
なお、同番組を放送していた枠「月曜プレミア!」の2012年3月改編での終了に伴い、それ以降は特に放送枠は固定されずに放送されているが「日曜ビッグバラエティ」枠での放送は1回もない。これは大木が裏番組の「爆笑!大日本アカン警察」の準レギュラーであり、これに配慮している為である。しかし「アカン警察」が終了しても金曜の放送が定着した2019年現在放送されたことがない。
ただし、同年3月28日に放送する第15回は単なる特別番組としての放送となる。
2012年3月28日放送（第15回）では、テレビ誌各誌や電子番組表（EPG）などではこれまで通り『仰天パニックシアター』としているものの、テレビ東京の公式サイトでは『仰天Pシアター』と記載されている。
2015年より、番組ディレクターである市島竜也が「イチジMAX」のタイトルで困難なゲームに挑むコーナーが誕生したが、これは毎回放送ではなく、不定期にオンエアされる特別企画となっている。直近では2015年放送の大晦日スペシャルで、難易度の高いケン玉にチャレンジする姿が放送された。
2015年12月31日には長年放送されていた『年忘れにっぽんの歌』の放送時間が繰り上がることに伴い初の大晦日特番『仰天パニックシアター〜まさかの瞬間ビビる108連発大みそかSP!〜』が放送された。
2018年は放送がなかったが2019年3月22日に1年3ヶ月ぶりに放送されたが、この回を最後に放送されず事実上終了した。

## 現在の出演者

### レギュラーMC
- ビビる大木
- 中川翔子（第5回 - 第43回）

### 支配人X
- 斉藤一也

### ナレーター
- 平野文（第42回 - 第43回）
- 平井誠一（第1回 - 第43回）

### 声の出演
- 山岸功
- 北沢力
- 内海佑紀

## 過去

### MC
- 青木さやか（第1回 - 第3回）
- 南明奈（第4回[3]）

### ナレーター
- 杉本るみ（第1回 - 13回）
- 鶴ひろみ（第14回 - 第41回）
- 小松由佳（第4回）
- 井上喜久子（第11回）
- 武虎
- 相内優香（第16回 - 第20回、PTNキャスターの声・第22回 -  、CMシアター案内人の声）
- 諏訪部順一（第31回、第33回、第35回、第36回 ）
- 上田早紀

## 正式タイトル
| 放送回          | 正式タイトル名                                                              |
| --------------- | --------------------------------------------------------------------------- |
| 第1回 - 第3回   | 大木&青木がドッキドキ!!仰天パニックシアターまさかの瞬間ビビるXX連発!!       |
| 第4回           | 大木&南がドッキドキ!!仰天パニックシアターまさかの瞬間ビビるXX連発!!         |
| 第5回 - 8回     | 大木&しょこたんがドッキドキ!!仰天パニックシアターまさかの瞬間ビビるXX連発!! |
| 第9回           | 爆笑Pシアター(超)スゴ映像XX連発!                                            |
| 第10回          | 大木&しょこたんがドッキドキ!!仰天Pシアター仰天!決定的瞬間XX連発             |
| 第11回 - 第30回 | 大木&しょこたんがドッキドキ!!仰天パニックシアターまさかの瞬間ビビるXX連発!! |
| 第31回          | 仰天パニックシアター真夏の衝撃フェス2015                                    |
| 第32回 -        | 大木&しょこたんがドッキドキ!!仰天パニックシアターまさかの瞬間ビビるXX連発!! |

## 放送リスト
※時刻はすべてJSTで記載する。
| 回数   | サブタイトル                         | 放送日         | 放送時間                                      | ゲスト | 備考                    |
| ------ | ------------------------------------ | -------------- | --------------------------------------------- | --- | ----------------------- |
| 第1回  | まさかの瞬間ビビる77連発!!           | 2009年6月23日  | 19:00 - 20:54                                 | - | 火曜エンタテイメント!枠 |
| 第2回  | まさかの瞬間ビビる60連発!!           | 2009年9月8日   | 19:00 - 20:54                                 | - | 火曜エンタテイメント!枠 |
| 第3回  | まさかの瞬間ビビる60連発!!           | 2010年1月12日  | 19:00 - 20:54                                 | - | 火曜エンタテイメント!枠 |
| 第4回  | まさかの瞬間ビビる50連発!!           | 2010年6月22日  | 19:30 - 20:54                                 | - | 火曜エンタテイメント!枠 |
| 第5回  | まさかの瞬間ビビる60連発!            | 2010年10月18日 | 20:00 - 21:54                                 | 温水洋一                                                                                                  | 月曜プレミア!枠         |
| 第6回  | まさかの瞬間ビビる60連発!            | 2010年11月15日 | 20:00 - 21:54                                 | 有吉弘行                                                                                                  | 月曜プレミア!枠         |
| 第7回  | まさかの瞬間ビビる77連発!            | 2011年1月17日  | 20:00 - 21:54                                 | 高田延彦                                                                                                  | 月曜プレミア!枠         |
| 第8回  | まさかの瞬間ビビる77連発!            | 2011年2月21日  | 20:00 - 21:54                                 | 柴田理恵                                                                                                  | 月曜プレミア!枠         |
| 第9回  | (超)スゴ映像77連発!                  | 2011年4月11日  | 20:00 - 21:54                                 | 神戸蘭子                                                                                                  | 月曜プレミア!枠         |
| 第10回 | 決定的瞬間77連発                     | 2011年5月16日  | 20:00 - 21:54                                 | 石塚英彦                                                                                                  | 月曜プレミア!枠         |
| 第11回 | まさかの瞬間ビビる100連発!           | 2011年7月4日   | 20:00 - 22:48                                 | 北斗晶 東貴博 里田まい                                                                                    | 月曜プレミア!枠         |
| 第12回 | まさかの瞬間ビビる77連発!            | 2011年8月22日  | 20:00 - 21:54                                 | 劇団ひとり はいだしょうこ                                                                                 | 月曜プレミア!枠         |
| 第13回 | まさかの瞬間ビビる88連発             | 2011年11月21日 | 20:00 - 21:54                                 | 日村勇紀（バナナマン） はるな愛                                                                           | 月曜プレミア!枠         |
| 第14回 | まさかの瞬間ビビる77連発!            | 2012年2月6日   | 20:00 - 21:54                                 | 塚地武雅（ドランクドラゴン） バービー（フォーリンラブ）                                                   | 月曜プレミア!枠         |
| 第15回 | 奇跡の衝撃映像77連発!!               | 2012年3月28日  | 19:00 - 20:49                                 | オードリー 柳原可奈子                                                                                     | 水曜日                  |
| 第16回 | まさかの瞬間ビビる77連発!!           | 2012年6月29日  | 19:00 - 20:50                                 | 徳井義実（チュートリアル） 平愛梨 杉山裕之（我が家）                                                      | 金曜日                  |
| 第17回 | まさかの瞬間ビビる77連発!!           | 2012年8月27日  | 20:00 - 21:54                                 | 岡田圭右（ますだおかだ） 陣内智則 道重さゆみ                                                              | 月曜日                  |
| 第18回 | まさかの瞬間ビビる77連発!!           | 2012年9月26日  | 19:00 - 20:49                                 | 峰竜太 浅田舞 金田哲（はんにゃ）                                                                          | 水曜日                  |
| 第19回 | まさかの瞬間ビビる77連発!!           | 2012年12月21日 | 19:00 - 20:54                                 | 木下隆行（TKO） 渡辺直美 芹那                                                                             | 金曜日                  |
| 第20回 | まさかの瞬間ビビる99連発!!           | 2013年4月5日   | 18:30 - 20:50                                 | ウド鈴木（キャイ〜ン） 竹山隆範 スギちゃん                                                                | 金曜日                  |
| 第21回 | まさかの瞬間ビビる99連発!!           | 2013年7月19日  | 18:30 - 20:50                                 | 小島よしお 坪倉由幸（我が家） 福田彩乃                                                                    | 金曜日                  |
| 第22回 | まさかの瞬間ビビる99連発!!           | 2013年9月20日  | 18:30 - 20:50                                 | 山崎弘也（アンタッチャブル） 武井壮 IMARU                                                                 | 金曜日                  |
| 第23回 | まさかの瞬間ビビる99連発!!           | 2013年12月20日 | 18:30 - 20:50                                 | 高橋茂雄（サバンナ） 村上知子（森三中）                                                                   | 金曜日                  |
| 第24回 | まさかの瞬間ビビる99連発!!           | 2014年2月21日  | 18:30 - 20:50                                 | ホラン千秋 ピース                                                                                         | 金曜日                  |
| 第25回 | まさかの瞬間ビビる77連発!!           | 2014年6月20日  | 18:58 - 20:50                                 | 向井慧（パンサー） 峯岸みなみ チャンカワイ（Wエンジン）                                                   | 金曜日                  |
| 第26回 | まさかの瞬間ビビる77連発!!           | 2014年9月19日  | 18:58 - 20:50                                 | 青木さやか 出川哲朗 松井玲奈（SKE48）                                                                     | 金曜日                  |
| 第27回 | まさかの瞬間ビビる77連発!!           | 2014年11月18日 | 18:57 - 20:54                                 | 斉藤慎二（ジャングルポケット） 佐野ひなこ 椿鬼奴                                                          | 火曜日                  |
| 第28回 | まさかの瞬間ビビる77連発!!           | 2014年12月26日 | 18:58 - 20:50                                 | 坂下千里子 コカドケンタロウ（ロッチ） ダンディ坂野                                                        | 金曜日                  |
| 第29回 | まさかの瞬間ビビる77連発!!           | 2015年3月27日  | 18:58 - 20:50                                 | 澤部佑（ハライチ） 原西孝幸（FUJIWARA） マギー                                                            | 金曜日                  |
| 第30回 | まさかの瞬間ビビる77連発!!           | 2015年6月17日  | 18:57 - 20:10（第1部） 20:14 - 20:54（第2部） | 木本武宏（TKO） 黒沢かずこ（森三中） JOY                                                                  | 水曜日                  |
| 第31回 | 真夏の衝撃フェス2015                 | 2015年8月22日  | 18:30 - 20:10（第1部） 20:14 - 21:54（第2部） | 嗣永桃子 篠原信一 高橋真麻 鈴木拓（ドランクドラゴン） 田村亮（ロンドンブーツ1号2号）                      | 土曜日                  |
| 第32回 | まさかの瞬間ビビる77連発!!           | 2015年9月25日  | 18:58 - 20:50                                 | あばれる君 おのののか 蟹江一平                                                                            | 金曜日                  |
| 第33回 | まさかの瞬間ビビる108連発大みそかSP! | 2015年12月31日 | 17:55 - 21:30                                 | 栗山千明 劇団ひとり 佐藤隆太 坪倉由幸（我が家） 澤部佑（ハライチ） SHELLY 堀内健（ネプチューン） 松嶋尚美 | 木曜日                  |
| 第34回 | まさかの瞬間ビビる77連発!!           | 2016年3月25日  | 18:58 - 20:50                                 | 蛭子能収 菊地亜美 ピスタチオ                                                                              | 金曜日                  |
| 第35回 | まさかの瞬間ビビる99連発!!           | 2016年4月4日   | 18:55 - 21:54                                 | 秋元真夏（乃木坂46） 石塚英彦 岩尾望（フットボールアワー） 川田裕美                                       | 月曜日                  |
| 第36回 | まさかの瞬間ビビる99連発!!           | 2016年6月23日  | 19:00 - 21:48                                 | 小峠英二（バイきんぐ） 小籔千豊 高橋みなみ 友近                                                           | 木曜日                  |
| 第37回 | まさかの瞬間ビビる77連発!!           | 2016年7月8日   | 18:55 - 20:50                                 | 高橋茂雄（サバンナ） 中岡創一（ロッチ） はるな愛 舟山久美子                                               | 金曜日                  |
| 第38回 | まさかの瞬間ビビる88連発!!           | 2016年8月27日  | 18:30 - 20:54                                 | 小沢一敬（スピードワゴン） 佐野ひなこ JOY バービー（フォーリンラブ）                                      | 土曜日                  |
| 第39回 | まさかの瞬間ビビる77連発!!           | 2016年9月5日   | 18:55 - 21:00                                 | アンガールズ 椿鬼奴 堀未央奈（乃木坂46）                                                                  | 月曜日                  |
| 第40回 | まさかの瞬間ビビる77連発!!           | 2017年1月5日   | 19:58 - 21:48                                 | 春日俊彰（オードリー） 高山一実（乃木坂46） 福士蒼汰 峰竜太                                               | 木曜日                  |
| 第41回 | まさかの瞬間ビビる77連発!!           | 2017年7月14日  | 18:55 - 20:50                                 | クロちゃん（安田大サーカス） 斉藤慎二（ジャングルポケット） 柴田理恵 ブルゾンちえみ                       | 金曜日                  |
| 第42回 | まさかの瞬間ビビる99連発!!           | 2017年12月27日 | 18:25 - 20:50                                 | 木本武宏（TKO） 黒沢かずこ（森三中） カズレーザー（メイプル超合金） 小芝風花                              | 水曜日                  |
| 第43回 | まさかの瞬間ビビる77連発!!           | 2019年3月22日  | 18:55 - 20:50                                 | 井戸田潤（スピードワゴン） ギャル曽根 藤田ニコル                                                          | 金曜日                  |

## 主なスタッフ

### 第39回（2016年9月5日）時点
- ナレーション：鶴ひろみ、平井誠一
- 声の出演：山岸功、北沢力、内海佑紀
- 支配人X：森田京之介(テレビ東京アナウンサー)
- 構成：とちぼり元、奥田泰、伊藤のぶゆき
- TD：吉田和雄
- 技術協力：テクノマックス、テレビ東京アート、日本VTRスタジオ、SPOT
- 編集：宮崎庄司、清水茂(日本VTRスタジオ)
- MA：河野賢一郎(日本VTRスタジオ)
- ディレクター：八木央、市島晃生、水野将仁、濱口賢治、鴇田一樹
- 演出：井坂周二(t-field)
- プロデューサー：清水昇、植原孝頼(t-field)
- チーフプロデューサー：深谷守
- 制作協力：t-field
- 制作：テレビ東京

### 第24回（2014年2月21日）
- 作・構成：とちぼり元、奥田泰
- MIX：五十嵐公彦
- LD：翁美希子
- 美術：小野清菜
- 技術・美術協力：テクノマックス、テレビ東京アート、日本VTRスタジオ
- タイトル：原野真理子
- 音響効果：澤井隆志、小川慶一
- 編集：駒井健一郎(NVTR)
- MA：河野賢一郎(NVTR)
- 協力：日本脳力開発研究所
- 番宣：野上次郎
- AP：本田康力(t-field)
- 演出：井坂周二(t-field)
- プロデューサー：植原孝頼(t-field)
- チーフプロデューサー：深谷守

### 歴代のスタッフ
- ナレーション：諏訪部順一
- 声の出演：上田早紀、菅谷弥生
- 支配人x：斉藤一也（テレビ東京アナウンサー）
- チーフプロデューサー：脇坂清人（テレビ東京、第1 - 7回まで）→第8 - 18回まで不在→加藤正敏（テレビ東京、第19 - 21回）
- 作・構成：加藤淳一郎（ - 第20回）
- ディレクター：横田和伸（第3回）、丹羽秀樹（第6回）、大谷利彦（第6回）、舟木隆浩（第7・11回）、大喜多高志（第12回）、瀬良元信（? - 第17・21回）
- FD：畑野圭吾（第7回）
- AP：澁谷牧代（、渡辺大樹
- TD：近藤剛史（テレビ東京、第6回）、野瀬一成（テレビ東京、第10・15・20回）※CAM担当回あり
- CAM：菊地裕介（テレビ東京、第3回）、池田浩之（第9回）、野瀬一成（テレビ東京、第4 - 8・11 - 14・16・17回）※TD担当回あり、西村光平（第15・18 - 23回）
- VE：宮本裕美子（テレビ東京、第3回）、鳥飼雄一（テレビ東京、第6・7・10・13回）、小峰信彦（第18回）、佐藤誠二（テレビ東京、第12・19・20回）、水野暁夫（第9・21回）、辻源之（第11・14 - 16・17・22回）、三浦宏一（第23回）
- MIX：飯嶋康生（テレビ東京、第3回）、斉藤孝行（テレビ東京、第7回）、臼本泰一（第17回）、田中英治（テレビ東京、第6・18・19回）、星川真視（第21回）
- LD：水野二夫（第3 - 9・12・14・15・20回）
- CG：PDトウキョウ（第3回）
- イラスト；yashiko（? - 第15回）、定宗飛鳥(第19・20回)、真野可奈子（第22回）
- 音響効果：幾代学・丹羽さやか（第12回）・澤井隆志（第13回）・杉本栄輔（第14回）・鈴木瑞穂(?、第15回)・本間孝男（第16回）・上口昭雄(第19回)・小菅竜也(第16・17・19回)・赤座聡子(?、第15・18・20回)・佐藤賢治（第12・21回）、李ジョンホ(第17・21回）・江口尚人（第22回）・富岡隆晃（?、第18・22・23回）（SPOT）、山崎恵美（フリー）
- 編集・MA：ヌーベルバーグ（第3回）、寺田尚弘(第19回)
- 編成：走尾奈美絵
- 番宣：滝山直史

## ネット局
| 放送対象地域   | 放送局                | 系列           | ネット状況           |
| -------------- | --------------------- | -------------- | -------------------- |
| 関東広域圏     | テレビ東京（TX）      | テレビ東京系列 | 制作局               |
| 北海道         | テレビ北海道（TVh）   | テレビ東京系列 | 同時ネット           |
| 愛知県         | テレビ愛知（TVA）     | テレビ東京系列 | 同時ネット           |
| 大阪府         | テレビ大阪（TVO）     | テレビ東京系列 | 同時ネット           |
| 岡山県・香川県 | テレビせとうち（TSC） | テレビ東京系列 | 同時ネット           |
| 福岡県         | TVQ九州放送（TVQ）    | テレビ東京系列 | 同時ネット           |
| 岐阜県         | 岐阜放送（GBS）       | 独立局         | 同時または遅れネット |
| 滋賀県         | びわ湖放送（BBC）     | 独立局         | 同時または遅れネット |
| 奈良県         | 奈良テレビ（TVN）     | 独立局         | 同時または遅れネット |
| 和歌山県       | テレビ和歌山（WTV）   | 独立局         | 同時または遅れネット |
| 山口県         | 山口朝日放送（yab）   | テレビ朝日系列 | 遅れネット           |
| 長崎県         | 長崎文化放送（ncc）   | テレビ朝日系列 | 遅れネット           |
| 岩手県         | IBC岩手放送（IBC）    | TBS系列        | 遅れネット           |
| 宮城県         | 東北放送（TBC）       | TBS系列        | 遅れネット           |
| 山形県         | テレビユー山形（TUY） | TBS系列        | 遅れネット           |
| 鳥取県・島根県 | 山陰放送（BSS）       | TBS系列        | 遅れネット           |
| 福島県         | 福島テレビ（FTV）     | フジテレビ系列 | 遅れネット           |